# Filip Palić
Filip Palić (* 13. September 1979 in Janjeva) ist ein ehemaliger kroatischer Boxer im Leichtgewicht.

## Werdegang
Palić trainierte in den kroatischen Clubs Leonardo in Zagreb, Posavina Kuna in Slavonski Brod sowie Metalac in Zagreb und wurde mehrfacher Kroatischer Leichtgewichtsmeister, zuletzt 2010.
1999 gewann er Gold bei den Militärweltspielen in Zagreb und schlug dabei im Finale Kay Huste. Im Jahr 2000 nahm er an der Europameisterschaft in Tampere teil und kam unter anderem mit einem Sieg gegen Norman Schuster bis in das Finale, wo er knapp mit 4:6 gegen Alexander Maletin unterlag. Nachdem er bei den Mittelmeerspielen 2001 in Tunis frühzeitig gegen Michele di Rocco ausgeschieden war, gewann er bei der Weltmeisterschaft 2001 in Belfast eine Bronzemedaille.
Palić war zudem noch Teilnehmer der Europameisterschaften 2002 in Perm, 2004 in Pula, 2006 in Plowdiw, 2008 in Liverpool und 2010 in Moskau, sowie der Weltmeisterschaften 2005 in Mianyang und 2009 in Mailand.
2005 und 2009 gewann er jeweils noch Bronze bei den EU-Meisterschaften in Cagliari bzw. Odense, sowie 2009 die Silbermedaille bei den Mittelmeerspielen in Pescara.

## Sonstiges
Palić stammt aus Janjeva, ist jedoch als Kind in Skopje aufgewachsen und kam im Alter von 17 Jahren nach Zagreb, wo er sich dem Boxclub Leonardo unter dem Trainer Leonard Pijetraj anschloss. 1998 trat er als Sportsoldat den Kroatischen Streitkräften bei. Er absolvierte darüber hinaus eine Ausbildung zum Kaufmann und betrieb nach seiner Boxkarriere ein Handelsgeschäft in Pula (Stand: 2015).